# Martin-Luther-Straße (Weimar)

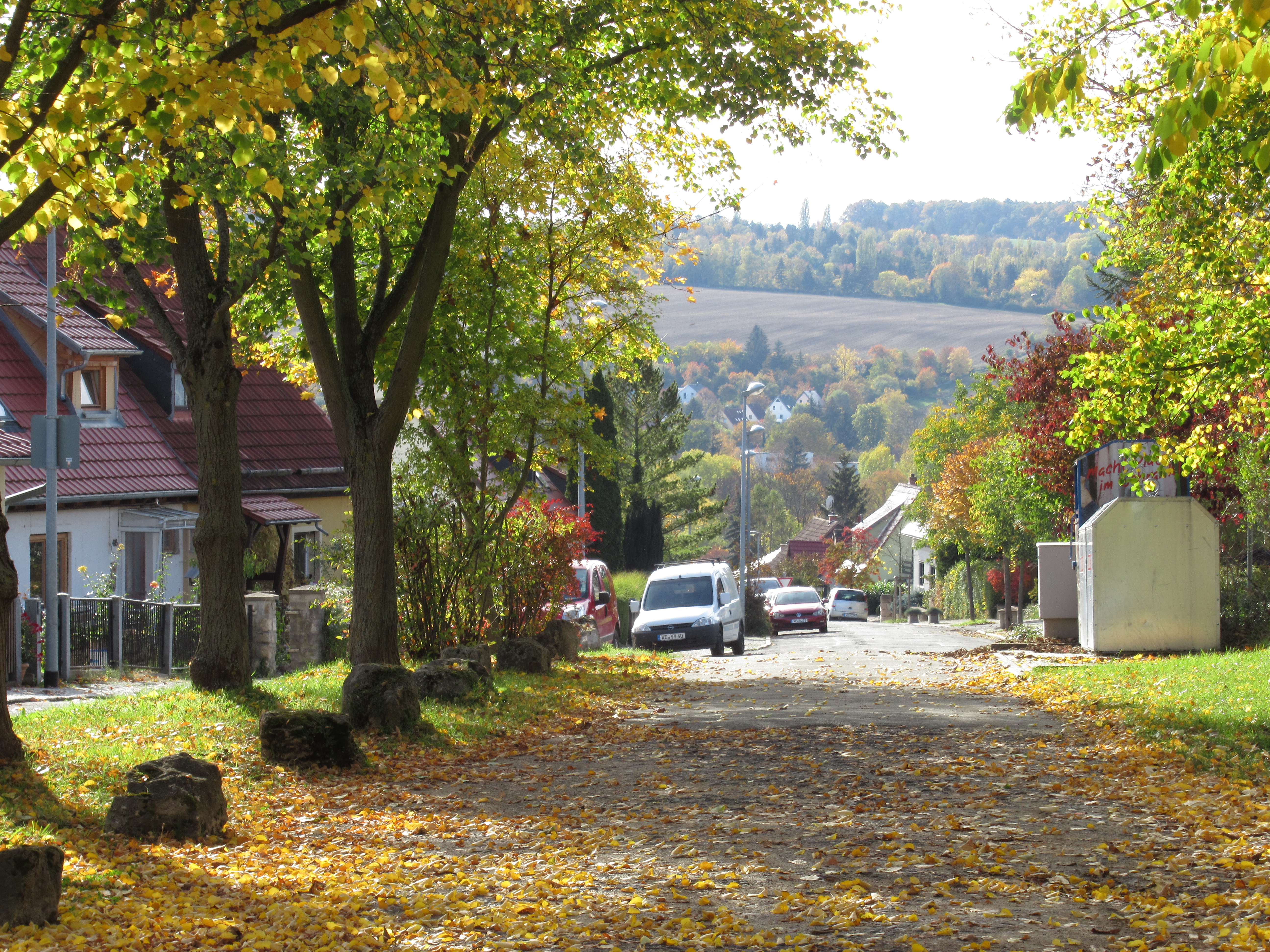
Blick vom Ende der Martin-Luther-Straße hinunter auf die Stadt

Die Martin-Luther-Straße in dem von Weimar eingemeindeten Oberweimar ist eine Verbindungsstraße und mehr noch Anliegerstraße, die vom Plan in nördliche Richtung bzw. nordöstliche Richtung mit ungeradem Verlauf bis zur Gottfried-Keller-Straße führt. Dahinter wiederum verläuft die Eisenbahn. Im Endbereich gabelt sie sich leicht. Eine der sie kreuzenden Straßen ist die Bodelschwinghstraße, die wiederum an der Jenaer Straße endet. Die Martin-Luther-Straße hat seit 1933 ihren Namen. Vorher hieß sie seit 1911 Friedhofsstraße.
In der Martin-Luther-Straße befinden sich Gebäude und Grundstücke, die auf der Liste der Kulturdenkmale in Weimar (Ortsteile) stehen. Das sind das Haus Heydenreich mit Garten, Gartenhaus und Pförtnerhaus in der Martin-Luther-Straße 8, das auch als Herrenhaus bezeichnet wird, und der Friedhof mit Ummauerung, 6 barocken Grabsteinen, Grabstätten Heydenreich, A. Olbricht und T. Bauer-Pezellen. Weitere in der Denkmalschutzliste aufgeführte Gebäude sind  Martin-Luther-Straße 1, 2, 3, 4, 5, 6, 7, 8, 9, 10, 11, 12, 13, 14, 15, 16, 18. Diese Nummern wiederum betreffen den Ortskern von Oberweimar. In der Martin-Luther-Straße 10 befindet sich das Brauhaus Weimar mit Lokalbrauerei.
Hinweis: Die Martin-Luther-Straße in Oberweimar ist nicht der einzige nach dem Reformator Martin Luther benannte Straßenzug im Weimarer Stadtraum. In der Altstadt gibt es die Luthergasse.